# Quarrata
Quarrata é uma comuna italiana da região da Toscana, província de Pistoia, com cerca de 22.683 habitantes. Estende-se por uma área de 46 km², tendo uma densidade populacional de 493 hab/km². Faz fronteira com Agliana, Carmignano (PO), Lamporecchio, Pistoia, Prato (PO), Serravalle Pistoiese, Vinci (FI).

## Demografia
| Variação demográfica do município entre 1861 e 2011                               |
|                                                                                   |
| Fonte: Istituto Nazionale di Statistica (ISTAT) - Elaboração gráfica da Wikipedia |